# Gertrude Casey
Gertrude Casey – amerykańska kostiumograf.
Jedna z pierwszych osób tworzących dział kostiumów Disneya założony przez Chucka Keehna. Między 1961 a 1965 jej kostiumy zostały wykorzystane w 6 odcinkach serialu Disneyland.

## Filmografia
- 1965 Wozy jadą na Zachód
- 1957 Johnny Tremain

Żółte psisko
- 1958 Tonka

The Light in the Forest
- 1959 Na psa urok

Darby O’Gill and the Little People
- 1960 Pollyanna

Cyrk jedzie
- 1961 Latający profesor

Rodzice, miejcie się na baczności
W krainie zabawek
- 1962 Moon Pilot

Bon Voyage!
- 1963 Flubber – Mikstura profesora

Summer Magic
Savage Sam
- 1964 A Tiger Walks

Mary Poppins
The Misadventures of Merlin Jones
A Tiger Walks
- 1965 Those Calloways

The Monkey's Uncle
Koci detektyw
- 1966 The Ugly Dachshund